# Pioneros de Cancún
Pioneros de Cancún ist ein Fußballverein aus der Stadt Cancún im mexikanischen Bundesstaat Quintana Roo, der zwischen 1986 und 1993 für insgesamt sechs Spielzeiten in der zweiten mexikanischen Fußballliga vertreten war.
Seinen ersten Titel gewann der 1984 gegründete Verein im Torneo Apertura 2013 der Liga de Nuevos Talentos der drittklassigen Segunda División. Anschließend gewannen die Pioneros auch das Saisonfinale gegen den Meister der Clausura 2014, Selva Cañera.